# Krotonový olej

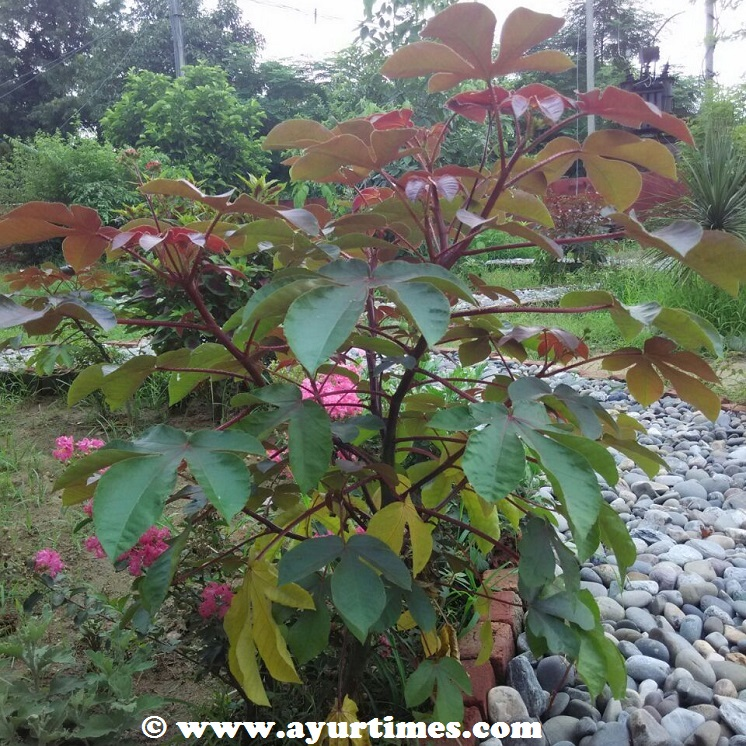
Kroton počistivý (Croton tiglium)

Krotonový olej je olej připravený ze semen krotonu počistivého (Croton tiglium), stromu z čeledi pryšcovitých (Euphorbiaceae), jenž pochází z Indie a malajského souostroví. Jedná se viskózní průhlednou kapalinu, zpravidla žluté až světle hnědé barvy, se štiplavou chutí a slabým zápachem.
Pozření malé dávky oleje způsobuje průjem, vnější aplikace pak podráždění a otoky. Ve spojení s roztokem fenolu způsobuje krotonový olej při nanesení na kůži její rozrušování a odlupování, přidává se tak jako účinná látka do některých peelingových přípravků. Protože je aplikace krotonového oleje velmi bolestivá, je používán u laboratorních zvířat i při studiu fungování bolesti, v imunologii a při testování úlevových a protizánětlivých léčiv.

## V umění
V Steinbeckově románu Na východ od ráje použije Cathy kombinaci strychninu a dvou kapek krotonového oleje, aby otrávila Faye a získala tak její nevěstinec. Steinbeck zmiňuje krotonový olej též v sedmé kapitole knihy Byla kdysi válka.